# Етан Бертран
Етан Бертран (фр. Etang-Bertrand) насеље је и општина у северној Француској у региону Доња Нормандија, у департману Манш која припада префектури Шербур-Октевил.
По подацима из 2011. године у општини је живело 372 становника, а густина насељености је износила 42,56 становника/km². Општина се простире на површини од 8,74 km². Налази се на средњој надморској висини од 40 метара.

## Демографија
| 1962. | 1968. | 1975. | 1982. | 1990. | 1999. | 2011. |
| ----- | ----- | ----- | ----- | ----- | ----- | ----- |
| 238   | 243   | 205   | 245   | 264   | 280   | 372   |

График промене броја становника у току последњих година